# Альципа-крихітка жовтолоба
Альци́па-крихітка жовтолоба (Schoeniparus variegaticeps) — вид горобцеподібних птахів родини Pellorneidae. Ендемік Китаю.

## Опис
Довжина птаха становить 11,5 см. Верхня частина тіла і боки зеленувато-сірі, нижня частина тіла білувата. Махові пера жовті з чорною смугою по центру. Хвіст переважно чорний, бічні пера мають жовті края і кінчики. Бічні сторони голови і шиї білуваті, на щоках чорні плями. Лоб жовтий, тім'я темно-сіре, потилиця рудувата, тім'я і потилиця поцятковані світлими плямками. Дзьоб гострий, сірий, лапи жовті.

## Поширення і екологія
Жовтолобі альципи-крихітки мешкають на півдні центрального Сичуаню та на півночі Гуансі. Вони живуть у вологих гірських субтропічних лісах з густим чагарниковим і бамбуковим підліском, в ярах і долинах струмків. Зустрічаються на висоті від 700 до 2000 м над рівнем моря. Живляться павуками та іншими безхребетними.

## Збереження
МСОП класифікує цей вид як вразливий. За оцінками дослідників, популяція жовтолобих альцип-крихіток становить від 3500 до 15000 птахів. Їм загрожує знищення природного середовища.